# Triboulet
Nicolas Ferrial, (Blois, 1479 - 1536) beter bekend als Triboulet, was een Franse hofnar die diende in de hofhouding van koning Frans I.

## Biografie
Triboulet was een nar die rond de leeftijd van 24 in de stad Blois als hofnar werd gekozen door de toekomstige koning Frans I. Eenmaal in dienst van Frans I, hield Triboulet volgens Lacroix "opeens op idioot en imbeciel te zijn, en werd een geestige, afleidende en sluwe nar, en vooral een perfecte hoveling.” 
Volgens Dornan is het onduidelijk of Triboulet Lodewijk XII direct diende, wel is duidelijk dat hij van de nar had gehoord. Ze waren beide geboren in Blois.
Triboulet stierf van ouderdom in 1536 op het Franse platteland.

## Verhalen
De twee bekendste verhalen van Triboulet spelen zich af na de dood van Lodewijk XII.

### Eerste verhaal
Triboulet waarschuwde koning Frans I dat een Frans edelman hem bedreigde. Frans I zei dat Triboulet zich geen zorgde hoefde te maken, hij zou de edelman verhangen in minder dan 15 minuten als hij durfde Triboulet iets aan te doen. Daarop antwoordde Triboulet "Maar sire, kunt u hem niet een uur en een kwartier op voorhand ophangen?".

### Tweede verhaal
Hopend op applaus van zijn medehovelingen, gaf hij koning Frans I een klap op zijn achterwerk. Frans I wilde hem daarom executeren, tenzij hij een nog grotere belediging zou kunnen bedenken. Triboulet antwoordde "Het spijt me zo, majesteit, dat ik u niet herkende!" met daarop "Ik zag je aan voor de koningin!". Maar dit antwoord was pech voor Triboulet, want de koningin mag absoluut niet aangeraakt worden. De koning gaf Triboulet de optie hoe hij zou willen sterven. Het was toen dat Triboulet zijn meest merkwaardige uitspraak maakte "Goed sire, ter wille van Sint Nitouche en Sint Pansard, beschermheren van de waanzin, kies ik ervoor om van ouderdom te sterven." Frans I vond het zo hilarisch dat hij Triboulet gratie gaf en hem slechts verbande uit de stad in plaats van te executeren.

## Uiterlijk
Volgens Frans journalist Paul Lacroix liep Triboulet gebogen, had kromme en korte beentjes, en had lange hangende armen. De dames zouden dit amusant gevonden hebben, ze vergeleken hem met een aap of een parkiet. Lacroix beschreef ook zijn kleding: een kostuum van levendig rood en geel, zijn pet versierd met het koninklijke wapen en de figuur van een joker aan het uiteinde van zijn toverstok.
Triboulet had microcefalie, wat zijn uiterlijk karakteriseerde.

## Etymologie
Volgens Paul Lacroix Jacob komt het woord triboulet van het Oudfranse werkwoord tribouler, wat op zijn beurt afkomstig is van het Latijnse tribulatio. Het woord had de betekenis van "kwelling".

## Nalatenschap
Victor Hugo gaf zijn naam opnieuw faam, in zijn toneelstuk Le Roi s’Amuse; hierin werd Triboulet afgebeeld als een verbitterde nar. Giuseppe Verdi baseerde zijn opera Rigoletto op Hugo's werk en maakte van Triboulet een boeiender, dieper personage. Triboulet werd het symbool van de rode nar gedurende de renaissance.

## Afbeeldingen

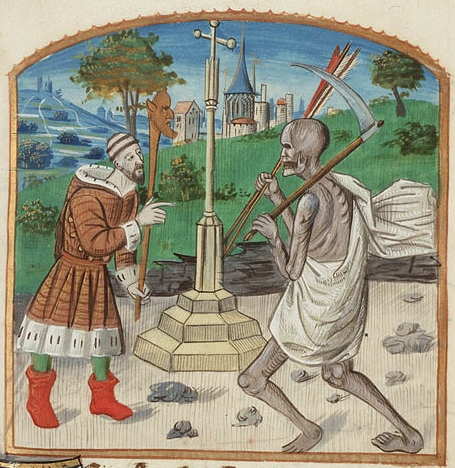
Triboulet en de dood
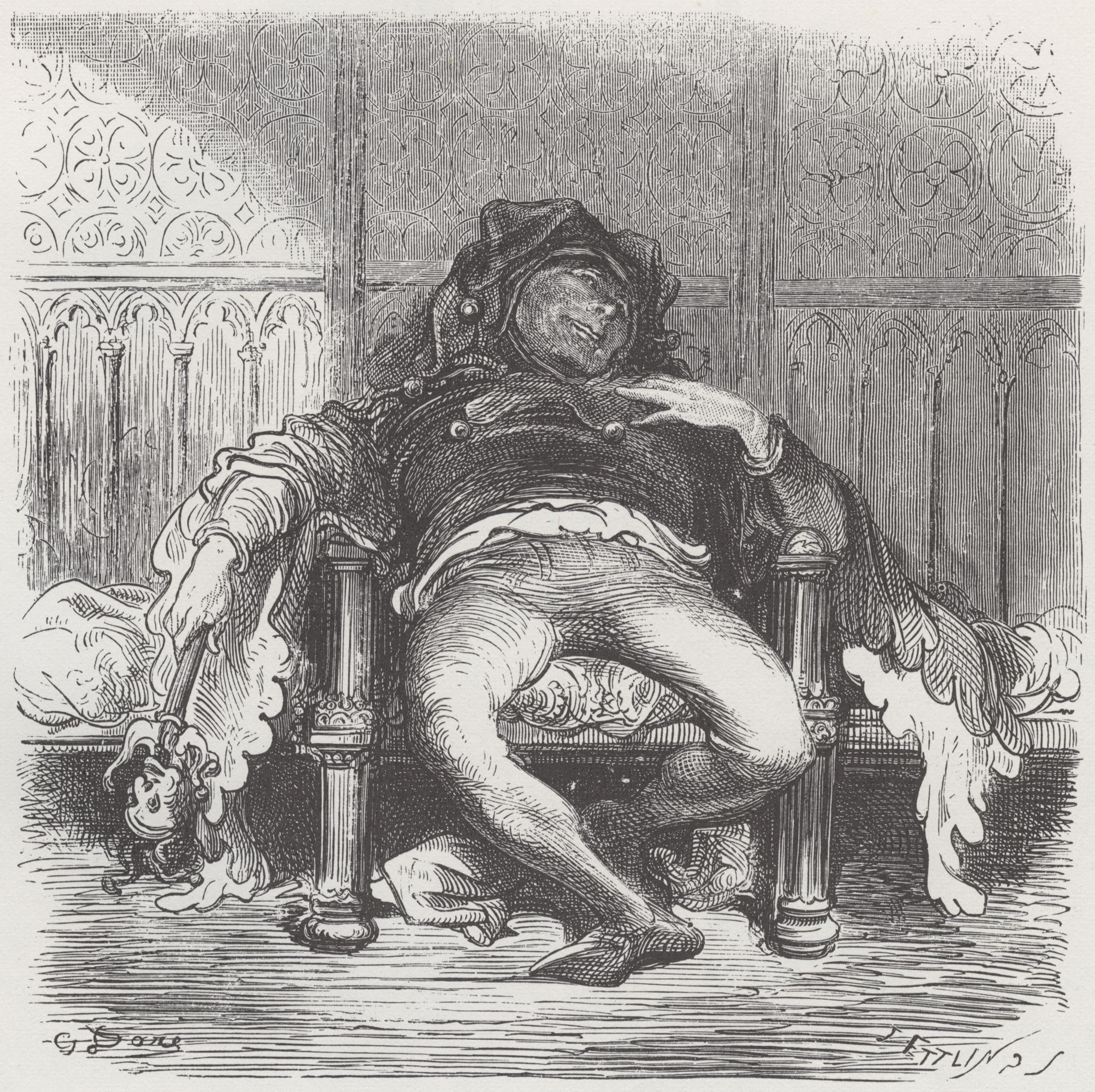
Triboulet volgens Doré
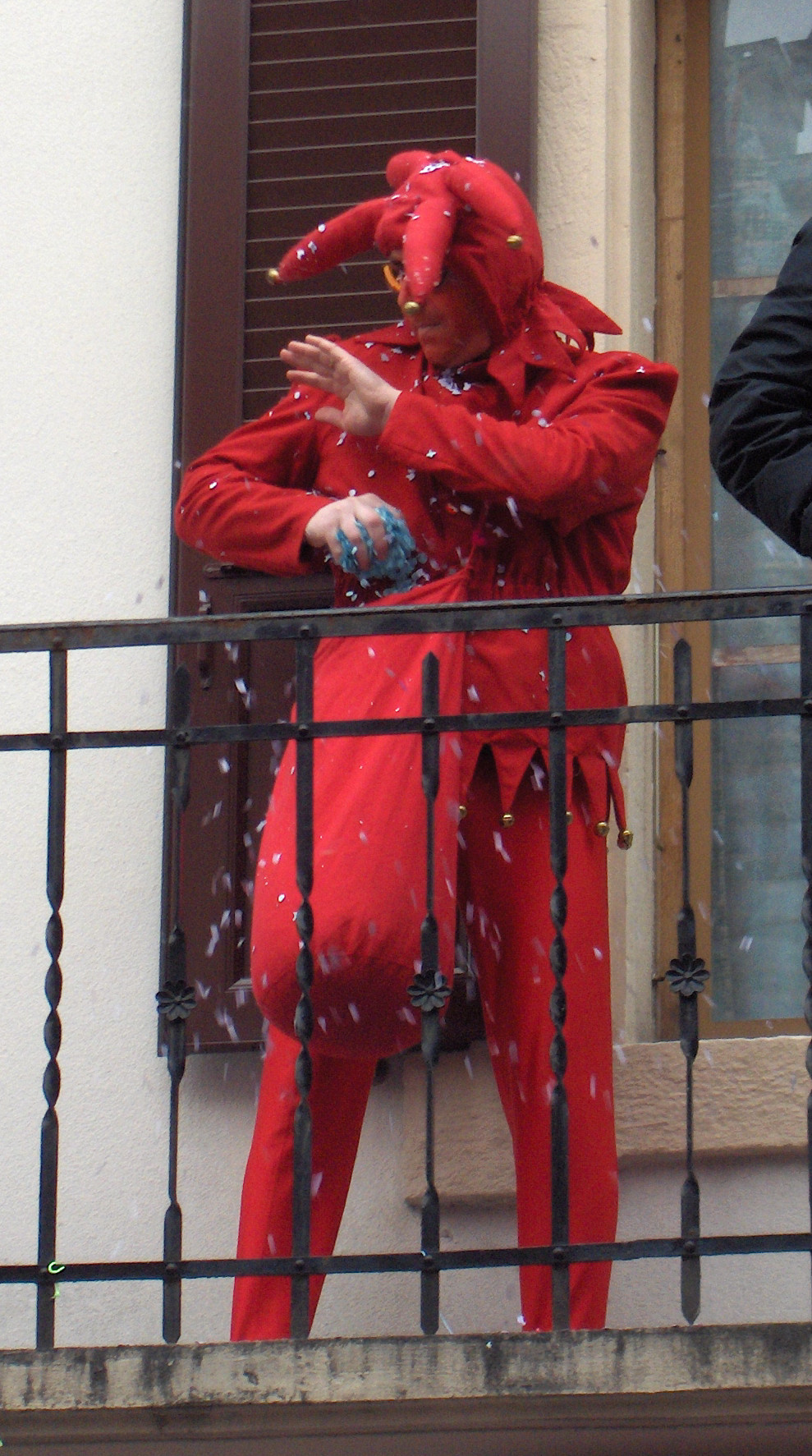
Een Triboulet in Monthey
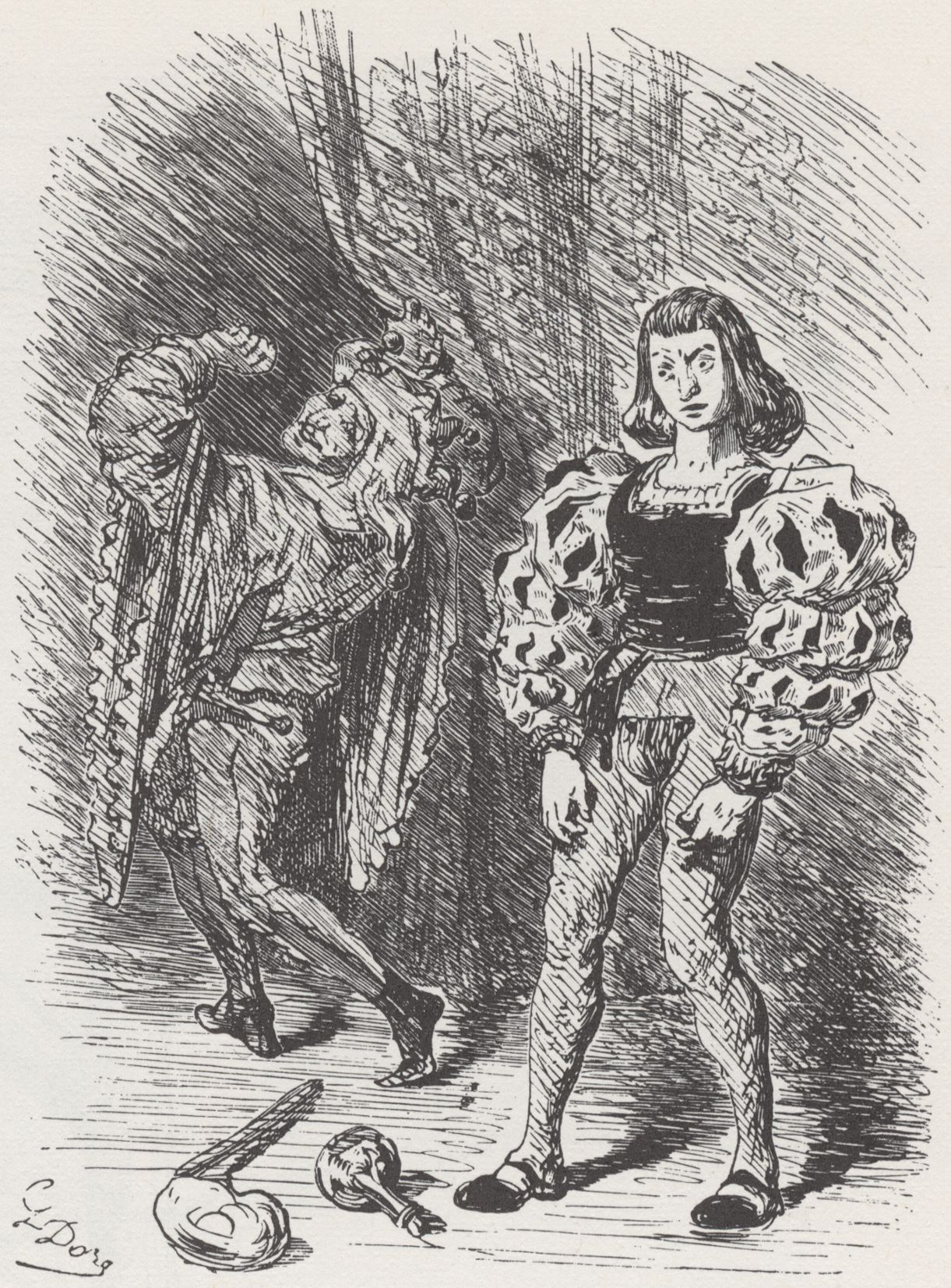
Panurge en Triboulet door Doré.
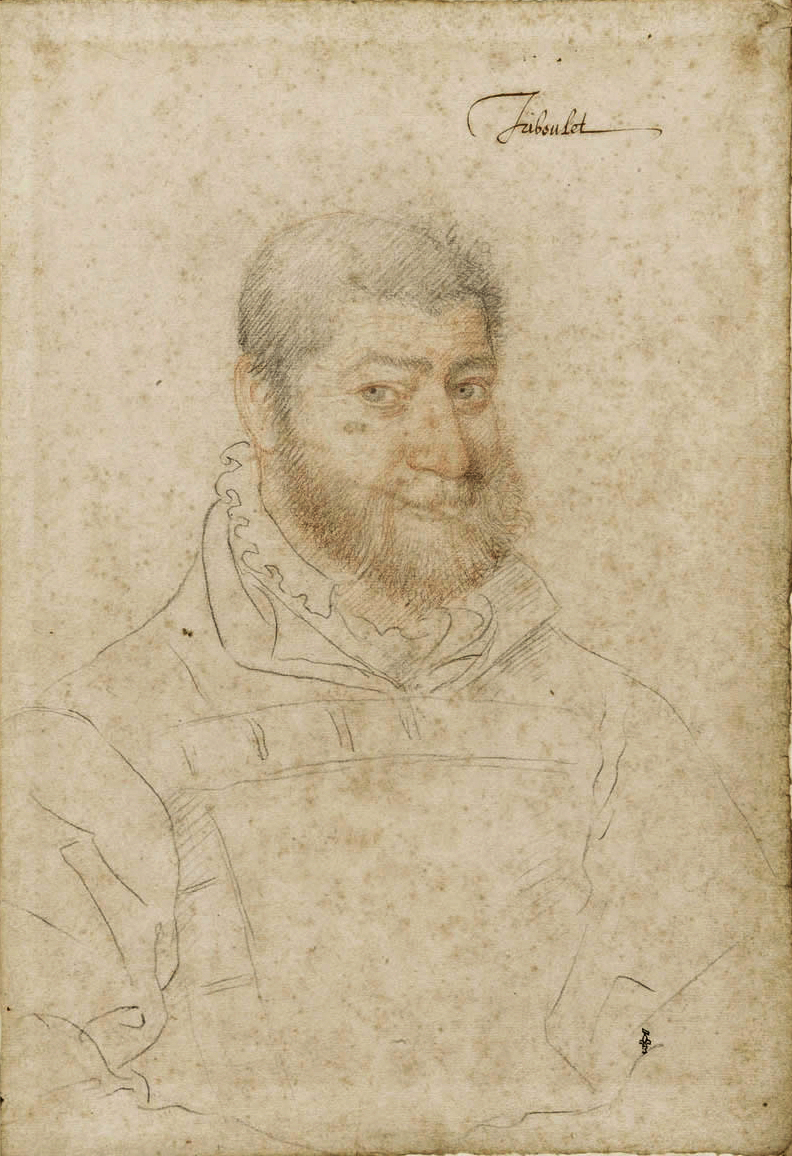
Triboulet door Jean Clouet, 1550.

- Bibliothèque nationale de France: cb16903798r (data)
- International Standard Name Identifier: 0000 0004 0226 3680
- Library of Congress Control Number: no2013031383
- Virtual International Authority File: 297488969
- WorldCat: E39PBJhXb3WxCtQdQgVRwGttKd